# Avilés Hurtado
Avilés Hurtado Herrera (ur. 20 kwietnia 1987 w Timbiquí) – kolumbijski piłkarz z obywatelstwem meksykańskim występujący na pozycji skrzydłowego, reprezentant Kolumbii, od 2023 roku zawodnik meksykańskiego Juárez.

## Kariera klubowa
Hurtado rozpoczynał swoją karierę piłkarską jako dwudziestolatek w drugoligowej drużynie Depor FC z siedzibą w mieście Jamundí, który jednak w 2009 roku przeniósł swoją siedzibę do Cali. W tej ekipie występował przez kilka miesięcy i bez większych sukcesów, po czym w lipcu 2009 został zawodnikiem występującego w najwyższej klasie rozgrywkowej zespołu América de Cali. W jej barwach w 2009 roku zadebiutował w Categoría Primera A, natomiast premierowego gola w pierwszej lidze strzelił 3 września 2010 w wygranym 2:0 spotkaniu z La Equidad. Po dwóch latach spędzonych w Américe, podczas których nie zanotował jednak żadnych osiągnięć, przeniósł się do krajowego giganta – klubu Atlético Nacional z siedzibą w Medellín. Tam od razu wywalczył sobie miejsce w składzie i w 2012 roku, pełniąc rolę podstawowego zawodnika drużyny prowadzonej przez Juana Carlosa Osorio zdobył puchar Kolumbii – Copa Colombia, a także krajowy superpuchar – Superliga de Colombia.
Wiosną 2013 Hurtado za sumę czterech milionów dolarów przeniósł się do meksykańskiej drużyny CF Pachuca. W tamtejszej Liga MX zadebiutował 5 stycznia 2013 w wygranym 2:0 meczu z Atlante, jednak w nowym zespole pełnił głównie rolę rezerwowego i po upływie sześciu miesięcy udał się na wypożyczenie do niżej notowanego klubu Chiapas FC z miasta Tuxtla Gutiérrez. W jego barwach 20 lipca 2013 w zremisowanej 2:2 konfrontacji z Veracruz zdobył pierwsze bramki w lidze meksykańskiej, dwukrotnie wpisując się na listę strzelców, a ogółem w Chiapas występował przez rok bez poważniejszych osiągnięć, regularnie pojawiając się na ligowych boiskach. Po powrocie do Pachuki jego sytuacja nie uległa jednak zmianie, wskutek czego w styczniu 2015, tym razem na zasadzie transferu definitywnego, ponownie został graczem Chiapas FC, w międzyczasie otrzymując meksykańskie obywatelstwo.
| Sezon     | Klub              | Kraj     | Rozgrywki     | Mecze | Bramki |
| --------- | ----------------- | -------- | ------------- | ----- | ------ |
| 2008      | Depor FC          | Kolumbia | Torneo Águila | 10    | 2      |
| 2009      | Depor FC          | Kolumbia | Torneo Águila |       |        |
| 2009      | América de Cali   | Kolumbia | Liga Águila   | 11    | 0      |
| 2010      | América de Cali   | Kolumbia | Liga Águila   | 16    | 1      |
| 2011      | América de Cali   | Kolumbia | Liga Águila   | 12    | 3      |
| 2011      | Atlético Nacional | Kolumbia | Liga Águila   | 14    | 1      |
| 2012      | Atlético Nacional | Kolumbia | Liga Águila   | 31    | 6      |
| 2012/2013 | CF Pachuca        | Meksyk   | Liga MX       | 15    | 0      |
| 2013/2014 | Chiapas FC        | Meksyk   | Liga MX       | 17    | 6      |
| 2014/2015 | CF Pachuca        | Meksyk   | Liga MX       | 16    | 1      |
| 2014/2015 | Chiapas FC        | Meksyk   | Liga MX       | 16    | 7      |
| 2015/2016 | Chiapas FC        | Meksyk   | Liga MX       |       |        |